# حسيب في دنيا الأرقام
حسيب في دنيا الأرقام هو مسلسل رسوم متحركة رسومات ثنائية الأبعاد، من إنتاج شركة ماجيك سيليكشن الكويت - مصر.

## قصة المسلسل
تدور فكرة العمل عن الأرقام بصورة تربوية دينية تعليمية ترفيهية، حيث تجسد الأرقام شخصيات المسلسل، في قالب ترفيهي تعليمي مشوق لا يخلو من المعلومات المهمة عن تاريخ الأرقام وأهميتها في حياتنا، ويتم الاستشهاد خلال الحلقات بالكثير من الآيات القرآنية والأحاديث النبوية التي تدعم وتثري العمل.
تجسد الأرقام بشكل مميز الشخصيات الأساسية في المسلسل بالإضافة إلى شخصيات مرافقة (كالأستاذ – الطالب – العائلة ....إلخ) كما تظهر مجموعة من الشخصيات الثانوية والتي تعبر عن الأرقام باللغة الإنجليزية كنوع من التنويع ولإظهار الفرق بينهما. مدة الحلقة 10 دقائق - أنتج عام 2007.